# Viola hookeriana
Viola hookeriana är en violväxtart som beskrevs av Carl Sigismund Kunth. Viola hookeriana ingår i släktet violer, och familjen violväxter. Inga underarter finns listade i Catalogue of Life.